# 阿多弗·法德恰
阿多弗·法德恰（Adolfo Fatecha，1972年11月24日—），是巴拉圭职业足球运动员，司职前锋。
1997年下半年度，法德恰曾经效力于上海申花，虽然他只攻入了两个入球，却都是关键性的进球。他的第一个入球是在足协杯半决赛第二回合的最后时刻，这脚远射帮助球队3-0击败前卫寰岛，彻底扭转了第一回合客场0-2失利的差距，打入决赛。他的第二个入球则是在联赛最后一轮，帮助球队4-2战胜了上届冠军和当年已经提前卫冕的大连万达，终结了后者连续55场不败的纪录。